# Маныч (Ростовская область)
Ма́ныч — посёлок в Орловском районе Ростовской области. Входит в состав Волочаевского сельского поселения. В посёлке всего две улицы — Луговая и Приозёрная.

## История
Основан как селение Манычско-Грузское. Известно, что с XVII века, на берегу Грузского озера существовала климатокумысолечебница. Здесь производилось лечения грязями, рапными ваннами и кумысом. Лечебное учреждение существовало за счет добычи и продажи соли. В начале XIX века лечебница была закрыта, и только 3 апреля 1886 году было получено ВЫСОЧАЙШЕЕ распоряжение о возобновлении её работы. Устройство работы лечебницы было поручено управляющему горною и соляной частями в области войска Донского В. А. Вагнеру и врачу И. И. Владыкину..
Согласно данным первой Всероссийской переписи населения 1897 года в селе проживало 612 душ мужского и 540 женского пола.
В 1908 году санитарная станция получила название «Вагнеровская». 10 апреля 1909 году было ВЫСОЧАЙШЕ утверждено "Положение о Вагнеровской Манычско-Грузской санитарной станции. Согласно Алфавитному списку населённых мест области войска Донского 1915 года издания в посёлке Манычско-Грузском насчитывалось 195 дворов, в которых проживало 994 души мужского и 1021 души женского пола.
В результате Гражданской войны население посёлка резко сократилось. Согласно первой Всесоюзной переписи населения 1926 года население курорта Грязелечебная Санатория Новосёловского сельсовета Дубовского района составило всего 73 человека, из них 70 украинцы.

## Физико-географическая характеристика
Посёлок расположен на юго-востоке Орловского района, близ границы с Калмыкией, в пределах Кумо-Манычской низменности, являющейся частью Восточно-Европейской равнины, на берегу северном берегу озера Грузское, на высоте 16 метров над уровнем моря. Рельеф местности равнинный. Особенностью местности является наличие вытянутых в субширотном направлении бугров, возвышающихся над окружающей территорией. Почвенный покров комплексный: распространены каштановые солонцеватые и солончаковые почвы и солонцы (автоморфные).
По автомобильной дороге расстояние до Ростова-на-Дону составляет 320 км, до районного центра посёлка Орловский — 78 км, до административного центра сельского поселения посёлка Волочаевский — 14 км.
Климат
Климат умеренный континентальный (согласно классификации климатов Кёппена-Гейгера — Dfa). Среднегодовая температура воздуха положительная и составляет + 10,0 °C, средняя температура самого холодного месяца января — 4,0 °C, самого жаркого месяца июля + 24,3 °C. Расчётная многолетняя норма осадков — 404 мм. Наименьшее количество осадков выпадает в феврале и марте (по 25 мм), наибольшее в июне (49 мм).
Часовой пояс
Маныч, как и вся Ростовская область, находится в часовой зоне МСК (московское время). Смещение применяемого времени относительно UTC составляет +3:00.

## Население
Динамика численности населения
| 1897 | 1915 | 1926 |
| ---- | ---- | ---- |
| 1152 | 2015 | 73   |

| 2010 |
| ---- |
| 109  |